# Pkew Pkew Pkew
Pkew Pkew Pkew (stylisé PKEW PKEW PKEW) est un groupe canadien de punk hardcore, originaire de Toronto, en Ontario. Le premier album éponyme de Pkew Pkew Pkew sort le 10 juin 2016 sur Royal Mountain Records. Le 21 juin 2017, Pkew pkew pkew signe avec SideOneDummy Records, et rééditent leur premier album. Ils ont sorti leur deuxième album en 2019.

## Histoire
Pkew Pkew Pkew sort son premier EP en 2013 sous le label Art Drug.
Le 10 juin 2016. Pkew Pkew Pkew sort son premier album sur Royal Mountain Records, plus tard le même mois, Pkew Pkew Pkew se produit en tournée en Amérique du Nord en soutien à PUP avec Rozwell Kid. En juillet 2016, Pkew Pkew Pkew rejoint Direct Hit! sur leur tournée nord-américaine avec Problem Daughter. En décembre 2016, Pkew Pkew Pkew participe au concert Homecoming 2016 de PUP au Danforth Music Hall, à Toronto.
De fin janvier à mi-février 2017, le groupe rejoint Anti-Flag et Reel Big Fish en tournée américaine. En juin 2017, le groupe signe avec SideOneDummy Records et réédite son premier album avec plus une chanson. En juillet 2017, le groupe assure la première partie des Flatliners lors de leur tournée sur la côte Est, aux côtés de Garret Dale.
En septembre 2018, le groupe signe sur le label britannique indépendant Big Scary Monsters et sort le nouveau titre Passed Out. En mars 2019, le groupe annonce une nouvelle réédition de son album +ONE. Cette fois-ci, il sera publié par le label DIY belge Bearded Punk Records. Il s'agit d'une édition limitée à 500 exemplaires sur un vinyle Cherry Cola.
En juillet 2020, leur chanson Mid 20s Skateboarder est annoncée pour figurer dans le nouveau jeu vidéo Tony Hawk's Pro Skater 1+2.

## Discographie

### Albums studio
- 2016 : Pkew Pkew Pkew
- 2016 : + ONE (réédité par SideOneDummy)
- 2016 : Pkew Pkew Pkew on Audiotree Live
- 2019 : Optimal Lifestyles
- 2019 : + ONE (réédité par Bearded Punk Records)
- 2022 :  Open Bar

### EP
- 2013 : Glory Days EP

### Singles
- 2018 :  Passed Out
- 2018 : 65 Nickels
- 2019 : I Don't Matter at All
- 2022 : Maybe Someday
- 2022 : Drinking in the Park
- 2023 : The Dumbest Thing I Ever Done